# Толша 1-я
Толша 1-я — деревня в Красноборском районе Архангельской области. Входит в состав Белослудского сельского поселения.

## География
Находится в юго-восточной части Архангельской области на расстоянии менее 1 км на запад по прямой от административного центра поселения деревни Большая Слудка.

## История
В 1859 году здесь (деревня Сольвычегодского уезда Вологодской губернии) было учтено 13 дворов.

## Население
Численность населения: 73 человека (1859 год), 67 (русские 99 %) в 2002 году, 47 в 2010.